# Gavin Christie
Gavin Christie (Nassau, 6 agosto 1981) è un calciatore bahamense, difensore del Cavalier.

## Carriera

### Club
Gioca dal 2002 al 2003 negli Stati Uniti, al Charleston Golden Eagles. Nel 2004 si trasferisce nelle Bahamas, al Cavalier.

### Nazionale
Ha debuttato in Nazionale nel 2000.